# Farsta

Farsta.

Farsta è una delle 14 circoscrizioni amministrative di Stoccolma, in Svezia.
Si trova a circa 8 chilometri a sud rispetto al centro cittadino della capitale svedese, ed il suo territorio è suddiviso nei seguenti quartieri: Fagersjö, Farsta, Farsta strand, Farstanäset, Gubbängen, Hökarängen, Larsboda, Sköndal, Svedmyra e Tallkrogen. All'anno 2004 la popolazione ammontava a 45 463 persone distribuite su un'area di 15,40 km², per una densità di 2 952,14 abitanti per km².
Sul suo suolo sono presenti numerose collinette, seppur il rilievo più alto sia il Rottnerosbacken con i suoi 71 metri di altitudine.
La circoscrizione di Farsta è nata ufficialmente nel 1926. Il 23 ottobre 1960 fu inaugurato il Farsta Centrum, ad oggi uno dei centri commerciali più importanti di Stoccolma.